# داریئو مورنو
داریئو مورنو (ترکی استانبولی: Darío Moreno؛ ۳ آوریل ۱۹۲۱ – ۱ دسامبر ۱۹۶۸) خواننده، نوازنده پیانو، آهنگساز و بازیگر سینمای اهل ترکیه بود.
از فیلم‌هایی که وی در آن نقش داشته‌است، می‌توان به مزد ترس، تن‌تن و راز پشم طلایی و زن و بازیچه او اشاره کرد.